# Vioresin Sinani
Vioresin Sinani (ur. 4 listopada 1997 w Szkodrze) – albański piłkarz i trener piłkarski, w latach 1997–1999 członek albańskiej reprezentacji U-21, a w latach 2000–2002 reprezentant Albanii, król strzelców Kategorii Superiore z lat 2004, 2007 i 2008. Był kapitanem klubu KF Vllaznia.